# Rodas (gmina)
Rodas – gmina w prowincji Cienfuegos, z siedzibą w Rodas, na Kubie. Według danych na rok 2004, gminę zamieszkiwało 33 477 osób, a gęstość zaludnienia wyniosła 60,6 os./km².

## Klimat
Średnia temperatura wynosi 24°C. Najcieplejszym miesiącem jest kwiecień (26°C), a najzimniejszym styczeń (22°C). Średnia suma opadów wynosi 1 781 milimetrów rocznie. Najbardziej wilgotnym miesiącem jest czerwiec (256 milimetrów opadów), a najbardziej suchym jest grudzień (26 milimetrów opadów).